# Tiny Core Linux
Tiny Core Linux est une Distribution Linux indépendante, réduite à son minimum (7 à 10 Mo copiés dans la mémoire vive au démarrage), et ayant pour objectif de fournir un système de base à la fois ultra-rapide, léger et évolutif. Tiny Core Linux utilise BusyBox, FLTK, et quelques autres logiciels comparables par leur minimalisme.

## Philosophie

### Mini-distribution
L’équipe de développeurs derrière le projet Tiny Core Linux est principalement composée d’anciens contributeurs majeurs d’une autre mini-distribution célèbre - Damn Small Linux.  Néanmoins, si les objectifs des deux projets peuvent être par certains points assez comparables, les concepts utilisés pour les atteindre diffèrent sensiblement.

### Personnalisabilité
Tiny Core Linux est une distribution qui se veut profondément personnalisable, par son caractère à la fois modulaire et évolutif. Sans être une distribution pour débutant, elle est conçue pour permettre à un utilisateur possédant peu de connaissances techniques de comparer, tester et éventuellement installer rapidement les logiciels qu’il désire pour composer son système. La seule condition incontournable pour permettre cette facilité d’utilisation est que la station utilisée soit connectée à Internet.

### Téléchargement et gestion des paquets
Le système de base consiste en une station de travail élémentaire, avec une interface graphique à la fois sommaire et utilisable, ne contenant que les outils les plus essentiels, ainsi qu'un système de gestion des paquets (App Browser) permettant de télécharger automatiquement les logiciels de son choix, à partir du dépôt de logiciels existant.

## Caractéristiques
Tiny Core Linux présente les caractéristiques principales suivantes :
- Très petite taille. Avec 10 mégaoctets d’espace nécessaire à l’exécution dans la RAM (mémoire vive), le volume du système représente moins de 10 % des MiniLinux les plus célèbres (ex: Damn Small Linux, SliTaz) ;
- Une interface graphique minimale, mais fonctionnelle et facile d’utilisation ;
- Grande stabilité, liée au fait que le système fonctionne toujours comme un disque de démarrage, le cœur du système n’étant jamais modifié, quels que soient les éléments qu’on y ajoute par la suite ;
- Rapidité de démarrage et de réaction du système. Le système s’exécute toujours dans la mémoire vive, même lorsque celle-ci est très limitée, comme sur les vieux ordinateurs ou les systèmes embarqués ;
- Se connecte immédiatement à Internet (grâce notamment à un système avancé de reconnaissance des cartes réseaux), mais il faut néanmoins encore télécharger le navigateur web de son choix pour pouvoir surfer ;
- Le système peut aussi bien être utilisé comme Live CD ou Live USB, qu'être installé sur un disque dur ou un SSD.

## Variante
Il existe une version encore plus minimale de Tiny Core Linux, dénommée Core. Elle est dépourvue d’interface graphique et ne nécessite que 7 Mo pour s’exécuter intégralement dans la RAM. En outre, il existe une version davantage tournée vers le néophyte CorePlus, intégrant de nombreux outils, en particulier pour le Wi-Fi ou l'installation de TinyCore.